# Eberhard Itzenplitz
Eberhard Itzenplitz (8 de noviembre de 1926 - 21 de julio de 2012) fue un director teatral, cinematográfico y televisivo de nacionalidad alemana.

## Biografía
Nació en Holzminden, Alemania, en el seno de una familia con antiguas raíces en Brandeburgo, y que en el momento de su nacimiento moraba en esa ciudad de la Baja Sajonia, en la que se crio. Su padre, Hans-Jürgen Itzenplitz, era un teniente coronel, y su madre era Hildegard Langemeyer. En Leipzig estudió en el Königin-Carola-Gymnasium, en 1943 finalizó sus estudios secundarios en Berlín y fue reclutado por la Segunda Guerra Mundial, y cayó en cautiverio ruso. A su regreso estudió entre 1948 y 1952 Germanística, Historia del Arte y Filosofía en Múnich y Gotinga, donde trabajó durante sus estudios como ayudante de dirección de Heinz Hilpert, al tiempo que se formaba en el estudio cinematográfico local. En 1953 recibió en Gotinga el doctorado en filosofía con una tesis sobre las escenografías en la época de Goethe.
Entre 1953 y 1960 trabajó como ayudante de dirección de varios cineastas, entre ellos Karl Ritter, Georg Tressler y William Dieterle. Desde 1961 a 1964 Itzenplitz fue representante y jefe del departamento televisivo de la empresa Bertelsmann, y entre 1966 y 1972 socio de la productora München-Film GmbH.
Desde entonces Itzenplitz participó en numerosas producciones teatrales, cinematográficas y televisivas, como director y como guionista. Su fuerte compromiso con los temas críticos de su tiempo le llevó a dirigir, desde 1963, películas televisivas cada vez más sofisticadas.
Eberhard Itzenplitz vivió y trabajó en Múnich, falleciendo en dicha ciudad en 2012. En 1954 se había casado con Gisela Karge, y del matrimonio nació un hijo, Stephan Itzenplitz. Su patrimonio escrito se conserva en la Academia de las Artes de Berlín.

## Filmografía (selección)
| - 1964: Sechs Personen suchen einen Autor (TV) - 1965: Hotel der toten Gäste - 1966: Der Mann mit der Puppe (TV) - 1968: Prüfung eines Lehrers (TV) - 1969: Die Dubrow-Krise (TV) - 1969: Nur der Freiheit gehört unser Leben (TV) - 1970: Der Pedell (TV) - 1970: Bambule (TV) - 1970: Federlesen (TV) - 1972: Tod im Studio (TV) - 1973: Sittengemälde (TV) - 1973: Ein Leben (TV) - 1976: Die neuen Leiden des jungen W. (TV) - 1977: Tod des Camilo Torres oder Die Wirklichkeit hält viel aus (TV) | - 1979: Das tausendunderste Jahr (TV) - 1981: Im Morgenwind (TV) - 1981: Tatort: Katz und Mäuse (TV) - 1983: Für ’n Groschen Brause (TV) - 1984: Feuer für den großen Drachen (TV) - 1985: Die Mitläufer - 1985: Bartolomé oder die Rückkehr der weißen Götter (TV) - 1987: Wanderungen durch die Mark Brandenburg (TV-cinco partes) - 1988: Der Alte (serie TV, dos episodios) - 1990: Moffengriet – Liebe tut, was sie will (TV) - 1996–1997: Derrick (serie TV, cinco episodios) |

## Premios
- Premio Haarmann de la ciudad de Holzminden